# 番社濟陽堂
新厝仔濟陽堂（漢字羅馬字拼音：jì-yáng-táng），是位於臺灣彰化縣福興鄉番社村的大型傳統三合院建築。

## 奉祀神祇
濟陽堂主祇呂山法主，又稱為法主聖君、都天聖君等，俗稱法主公，源自清朝時代先人來臺開墾時，自福建帶來香火的道教神祇。